# Церква святих верховних апостолів Петра і Павла (Яцківці)
Церква святих верховних апостолів Петра і Павла в Яцківцях — парафія і храм греко-католицької громади Озернянського деканату Тернопільсько-Зборівської архієпархії Української греко-католицької церкви в селі Яцківці Тернопільського району Тернопільської области.

## Історія церкви
Парафія була утворена в лоні УГКЦ у 1990 році. 27 січня 1991 року освятили місце під будівництво, і в 1992 році розпочалося спорудження церкви. Значну допомогу в будівництві надала українська діаспора.
Храм звели на подвір'ї Василя Даниловича, воїна УПА, який загинув. Архітектором став Роман Андрусишин зі Львова.
При вході на подвір'я церкви встановлено фігуру Покрови Пресвятої Богородиці. Ближче до храму розташована дзвіниця з трьома дзвонами, збудована у 1998 році.
У 2012 році парафію візитував митрополит Василій Семенюк.
У 2012 році на парафії відбулося два хрещення, один шлюб та п'ять похоронів.

## Парохи
- о. Мирослав Гордійчук (1994—1996),
- о. Михайло Медвідь (1996—2003),
- о. Тадей Нога (2004),
- о. Василь Хомета (з 2005).